# Mathilukal
Mathilukal è un film del 1990 diretto da Adoor Gopalakrishnan.